# جیسون الدین
جیسون الدین ویلیامز (به انگلیسی: Jason Aldine Williams) (زاده ۲۸ فوریه ۱۹۷۷ در جورجیا) یک خواننده آمریکایی سبک کانتری است که همه او را با نام جیسون الدین می شناسند.

## زندگی شخصی
پدر و مادر جیسون ، باری و دبی ، هنگامی که او سه ساله بود از هم جدا شدند. او توسط مادرش بزرگ شد. در تابستان او با پدرش در هومستد، فلوریدا وقت صرف می کرد.
در فاجعه مرگبار فستیوال لاو وگاس لحظاتی، او بر روی صحنه در حال اجرا بود که با شنیدن صدای تیراندازی، اجرای خود را متوقف می کند و از استیج پایین می رود.